# Synthopsis caelata
Synthopsis caelata is een slakkensoort uit de familie van de Cerithiopsidae. De wetenschappelijke naam van de soort is voor het eerst geldig gepubliceerd in 1930 door Powell als Joculator caelatus.